# Hornsman Coyote
Hornsman Coyote (lub Coyote), właściwie Nemanja Kojić (serb. Heмaњa Kojић) (ur. 17 grudnia 1975 roku w Belgradzie) – serbski muzyk reggae/dub.

## Życiorys
Hornsman Coyote wychował się w rodzinie artystów. W 1994 założył zespół Eyesburn, łączący różne brzmienia od rocka przez hard core po reggae. Eyesburn wydał w Serbii 7 płyt. W 2004 zespół współpracował z Maxem Cavalerą (Soulfly), z którym udał się w trasę koncertową po Europie jako support. Wydał z nim singiel Moses. Do kolejnego albumu Soulfly, Dark Ages, Eyesburn nagrał Inner spirit, a Coyote został zaproszony jako gość specjalny podczas trasy promującej krążek w Europie.
Po zakończeniu współpracy z Eyesburn, Coyote został niezależnym artystą solowym. Zainteresowania muzyczne artysty skoncentrowały się na kulturze i muzyce reggae (piosenkarz wyjechał do Londynu z zamiarem grania w stylu roots reggae). Coyote nagrywał utwory dla takich producentów jak: Ras Muffet, Jah Works, Repentance Music, Paco Ten, Kris Naphtali. Muzyk wydał płyty winylowe m.in.: Warning, Sign of the Times (Repentance Music), Warrior Horns (Jah Works), Father Judge (Roots injection). Artysta oprócz gry na puzonie również śpiewa – np. album What next?, w którego produkcji brali udział: Neil Perch (Abassi, Zion Train), WikluhSky, Mc Milovan, Fat Z. W Polsce wydawcą płyty jest Karrot Kommando. Piosenkarz współpracował z grupą Vavamuffin – na ich płycie Innadibusu zagrał Intro i Outro. Muzyk koncertował również w Polsce, brał m.in. udział w trasie Joint Venture Sound System i Ghetto Priesta (On-U Sound, Asian Dub Foundation, Juno Reactor) i gościł na polskich festiwalach reggae: Reggae Dub Festival w Bielawie i Ostróda Reggae Festiwal w Ostródzie.